# Bråvallaslaget
Bråvallaslaget, Bråvalla slag, eller Slaget vid Bråvalla (även kallat Bråvallahedsslaget) var enligt sägnen ett stort slag som ska ha utkämpats på 700-talet under vendeltiden mellan svear under Sigurd Ring och daner under Harald Hildetand. Svearna ska ha segrat efter att Oden ingripit och dödat kung Harald.
Två platser har utpekats för slaget, dels Bråvalla hed i Småland, dels Bråvalla i Östergötland.

## Slaget

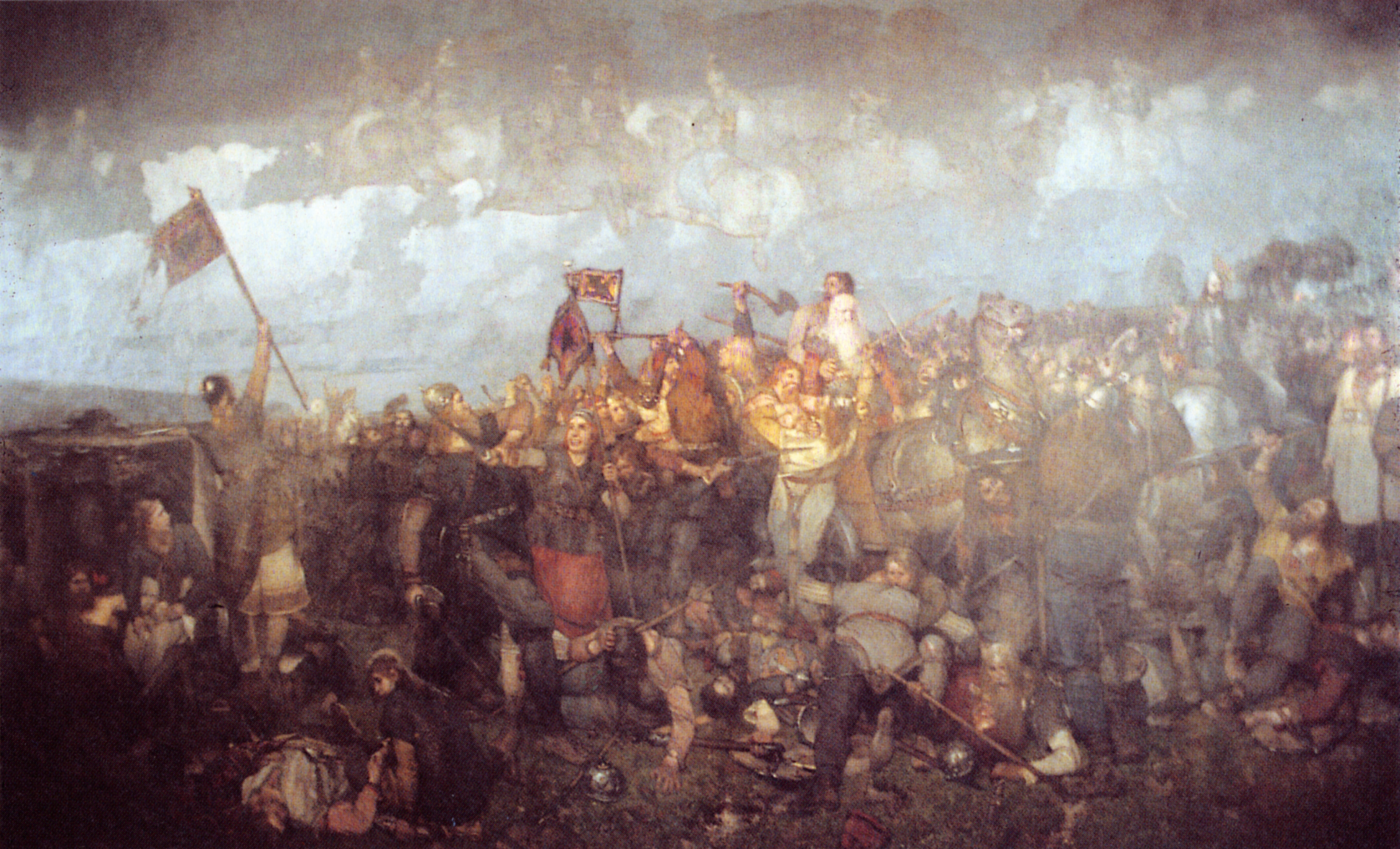
Bråvallaslaget, August Malmströms ofullbordade målning i monumentalformat (380 x 625 cm) som han arbetade på i 34 år, 1867-1901.

### Småland

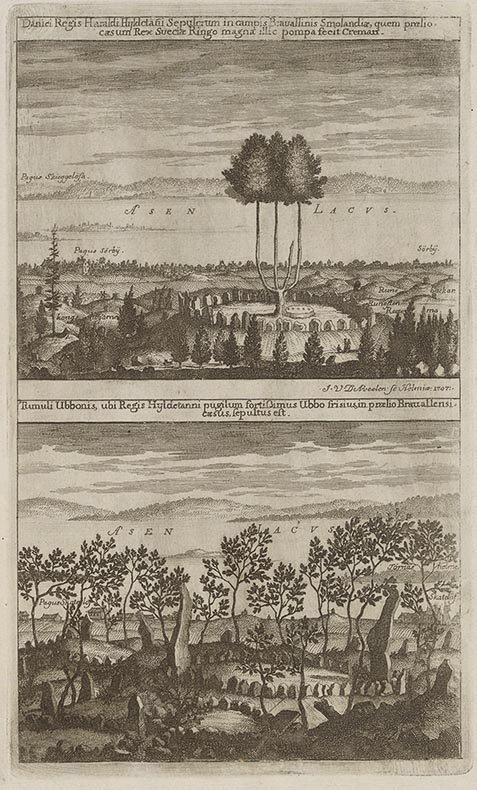
Bråvalla hed i Småland i Suecia-verket 1707.